# Sperry Univac
Ne doit pas être confondu avec Multivac.
Sperry Univac fut d'abord la division informatique de Remington Rand, formée à la suite du rachat en 1950 de Eckert-Mauchly Computer Corporation avant d'être rachetée par Sperry Corporation.
UNIVAC est l'acronyme de UNIVersal Automatic Computer.

## Histoire et structure de la société
J. Presper Eckert et John Mauchly assemblèrent l’ENIAC (Electronic Numerical Integrator and Computer) à l’Institut Moore de Génie électrique de l’Université de Pennsylvanie entre 1943 et 1946. Un procès en paternité avec l'université (1946) poussa  Eckert et Mauchly à démissionner de l’Institut Moore pour créer leur propre société, Electronic Control Company, qui deviendra Eckert-Mauchly Computer Corporation (EMCC), basée à Philadelphie (Pennsylvanie). Cette société vendit son premier ordinateur, le BINAC (BINary Automatic Computer) à Northrop Aviation (qui s'en servit fort peu, et peut-être même jamais). C'est de là que démarra le projet UNIVAC un calculateur d'abord destiné au Bureau du recensement des États-Unis, qui en finança le développement.
À la mort du président et principal financeur d'EMCC, Henry L. Straus, dans un accident d'avion le 25 octobre 1949, EMCC fut revendue au fabricant de machines à écrire Remington Rand le 15 février 1950. Eckert et Mauchly se tournèrent alors vers Leslie Groves, général en retraite qui avait en son temps construit le Pentagone et participé au Projet Manhattan, où il avait découvert les possibilités de l'ENIAC.

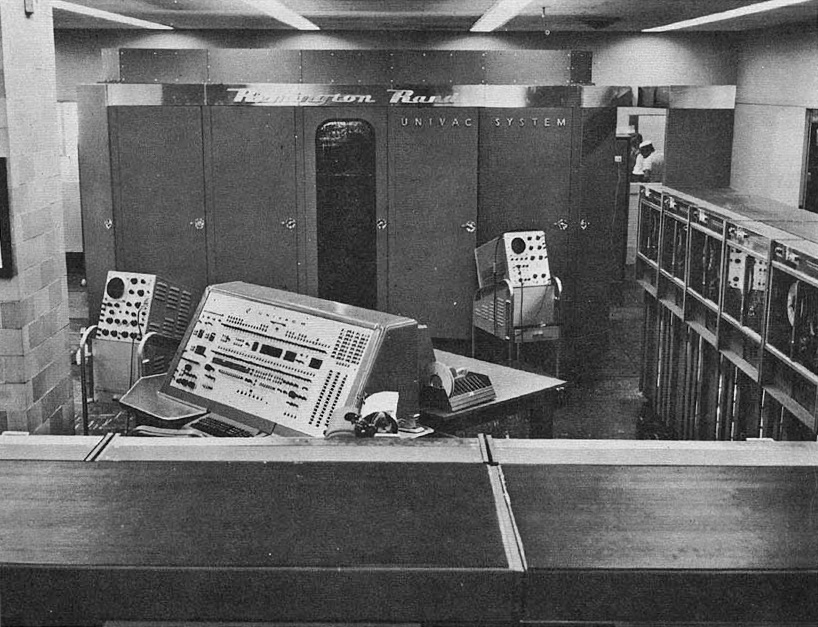
UNIVAC I

Le plus célèbre ordinateur d'UNIVAC était l’UNIVAC I, un ordinateur central de 1951, qui prédit contre toute attente la victoire éclatante d'Eisenhower aux élections présidentielles américaines l'année suivante. L'écart avec les estimations des grandes centrales de presse était tel que le rédacteur en chef de CBS New York, Mickelson, estima que l'ordinateur donnait un résultat absurde, et non seulement refusa de faire état de ses pronostics, mais diffusa une séquence comique tournant en dérision les informaticiens. Mais à l'annonce des résultats, que l'ordinateur avait indiqués avec un écart de seulement 1%, le journaliste Charles Collingwood annonça piteusement qu'il avait tu les pronostics de la machine. 

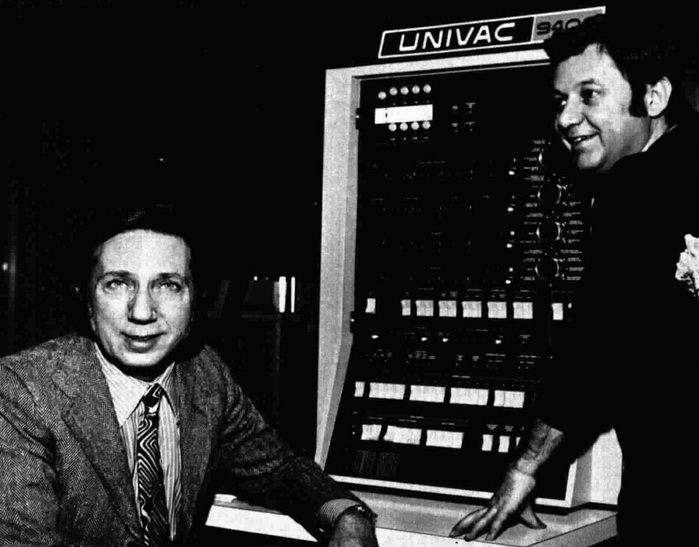
Un Univac utilisé pour les votes lors du Festival de Sanremo 1972.

L’Armée américaine demanda au Congrès d'inscrire l'achat d'un ordinateur UNIVAC au budget de 1951. Le colonel Wade Heavey justifia la demande devant la commission des finances du Sénat par la multiplicité des fournisseurs impliqués dans le plan de mobilisation nationale : « C’est une montagne de calculs (...) Certaines équations ne peuvent être résolues à la main ou par des calculatrices électriques, car elles mettent en jeu des millions de relations qu'une vie ne suffirait pas à traiter. » Heavey présenta l'achat comme nécessaire à l'effort de mobilisation et d'autres projets de complexité comparables au Débarquement en Normandie, parce qu'il supposaient la coopération de multiples acteurs. Les calculateurs Univac et des consoles Hughes Aircraft seront utilisés pour les premières générations de Naval Tactical Data System de la marine des États-Unis. Une première génération de système d'exploitation navale des informations tactiques de la marine nationale française emploient les mêmes matériels.
Remington Rand possédait son propre centre de calcul à Norwalk (Connecticut) ; elle racheta la firme Engineering Research Associates (ERA) de Saint Paul. En 1953 ou 1954, Remington Rand fusionna sa division de mécanographie Norwalk et sa division de calcul scientifique ERA avec les calculateurs commerciaux UNIVAC. Puis en 1955 Remington Rand fusionna avec Sperry Corporation pour former Sperry Rand, et le général MacArthur fut placé à la tête de la société. 
Suivra en 1957 l’UNIVAC II, doté d'une mémoire de 24 000 caractères, extensible à 120 000 caractères et l'UNIVAC III en 1962.
Dans les années 1960, UNIVAC devint l'une des huit plus grosses firmes d'informatique (aux côtés de Burroughs, NCR, CDC, GE, RCA et Honeywell), marché que la presse désignait plaisamment comme « IBM et les sept nains », étant donné l'hégémonie d'IBM. Mais au cours des années 1970, General Electric revendit son département « ordinateurs » à Honeywell, et RCA revendit le sien à Univac, de sorte que la presse dut changer de paradigme : elle désigna les majors de l'informatique par l'acronyme BUNCH (Burroughs, Univac, NCR, Control Data, and Honeywell).
Pour renforcer l'esprit d'entreprise, la société décida de créer des marques explicites : « Sperry Univac » pour l'informatique, « Sperry Remington » pour la bureautique et l'électro-ménager, Sperry New Holland pour les machines agricoles, etc. En 1978, Sperry Rand, conglomérat présent sur une multitude de marchés (ordinateurs, machines à écrire, mobilier de bureau, moissonneuses, épandeurs, gyroscopes, avionique, radar, rasoirs électriques), décida de se recentrer sur l'informatique et revendit toutes ses autres filiales. Elle abandonna le nom Rand pour revenir à Sperry Corporation. En 1986, Sperry Corporation fusionna avec Burroughs Corporation pour donner naissance à Unisys.
Depuis la fusion de 1986 entre Burroughs et Sperry, Unisys est devenu un prestataire de services spécialisée dans l'externalisation, où elle est toujours concurrente d'IBM, Electronic Data Systems (EDS) et Computer Sciences Corporation. Unisys continue cependant à concevoir et commercialiser des ordinateurs : les gammes de serveur ClearPath et ES7000.